# Vernierfontaine
Vernierfontaine é uma comuna francesa na região administrativa de Borgonha-Franco-Condado, no departamento de Doubs. Estende-se por uma área de 13,28 km². Em 2010 a comuna tinha 471 habitantes (densidade: 35,5 hab./km²).